# Gaston Desjardins
Gaston Desjardins, né le 2 octobre 1932 à Baker-Brook au Nouveau-Brunswick, est un homme politique, un avocat et un magistrat québécois. Il est député à l'Assemblée nationale du Québec de la circonscription de Louis-Hébert de 1973 à 1976, sous la bannière du Parti libéral du Québec. 

## Biographie
Né le 2 octobre 1932 à Baker-Brook au Nouveau-Brunswick, Gaston Desjardins est le fils d'Antoine Desjardins, contremaître pour le Canadien National, et de Marie Bouchard. Il étudie à Baker Brook, au Collège Saint-Louis à Edmundston, ainsi qu’à l'Université Laval à Québec. Il est admis au Barreau du Québec en juin 1959.
Il pratique le droit à Québec en étant associé senior du cabinet d'avocats Desjardins, Lacroix, Routhier, Bouchard, Gagnon et Beaupré. Il est par la suite conseiller juridique adjoint du Comité de législation du gouvernement du Québec.
Il participe à la fondation de la Jeune Chambre de Sainte-Foy en 1965, en plus d’y être conseiller juridique de 1965 à 1966, et président de 1966 à 1967.
De 1965 à 1967, il est conseiller juridique de la Régionale des jeunes chambres et de la Fédération des jeunes chambres du Canada français.
Gaston Desjardins participe à la commission politique du Parti libéral du Québec en tant que secrétaire, de 1967 à 1968. Il est également président de la commission juridique de 1970 à 1973.
Il se présente aux élections provinciales de 1973 en tant que candidat dans Louis-Hébert pour le Parti libéral. Le 29 octobre 1973, il est élu député à l'Assemblée nationale du Québec et son parti forme un gouvernement majoritaire. Il devient adjoint parlementaire au ministre de la Justice du 13 novembre 1973 au 18 octobre 1976. Il ne se représente pas en 1976. 
Le 30 août 1978, il est nommé juge à la Cour supérieure. 